# Rivière Chatignies
Pour les articles homonymes, voir Chatignies.
Ne doit pas être confondu avec Chatigny.
La rivière Chatignies est un affluent de la rivière des Escoumins, coulant sur la rive nord du fleuve Saint-Laurent, dans le territoire non organisé de Lac-au-Brochet, dans la municipalité régionale de comté (MRC) de La Haute-Côte-Nord dans la région administrative de la Côte-Nord, au Québec, au Canada. Le cours de la rivière Chatignies traverse la Zec Nordique.
Le bassin versant de la rivière Chatignies est desservi par une route forestière qui remonte généralement la rive sud-ouest de la rivière des Escoumins, venant du sud où elle se relie à la route 138 au village des Escoumins. D’autres routes forestières secondaires desservent le versant de la rivière Chatignies,,.
La foresterie est la principale activité économique de ce bassin versant ; les activités récréotouristiques, en second.
La surface de la rivière de la rivière Chatignies est habituellement gelée de la fin novembre au début avril, toutefois la circulation sécuritaire sur la glace se fait généralement de la mi-décembre à la fin mars.

## Géographie
La rivière Chatignies prend sa source à l’embouchure du lac du Pic (longueur : 0,7 m ; altitude : 492 m). Ce lac est enclavé par des montagnes dont un sommet atteint (altitude : 637 m) à 2,3 km à l'ouest du lac.
À partir de l’embouchure du lac du Pic, la rivière Chatignies coule sur 15,0 km vers le sud-est dans une petite plaine enclavée par les montagnes, selon les segments suivants :
- 3,9 km vers le sud-est, puis vers l’est, jusqu’à un ruisseau (venant du nord) ;
- 7,0 km vers le sud-est en recueillant la décharge des lacs Kineo, Duval, Travers et Edmond, et en traversant sur 2,5 km le lac Chatignies (altitude : 308 m) sur sa pleine longueur, jusqu’à son embouchure. Note : Le milieu du lac Chatignies constitue la limite Est du canton de Chauvin ;
- 1,7 km vers le sud-est jusqu’à la confluence de la rivière Boulanger (venant de l'ouest) ;
- 2,4 km vers l'est en traversant les Eaux mortes à Luma (longueur : 1,0 km ; altitude : 287 m), jusqu’à son embouchure[1].

La rivière Chatignies se déverse dans un coude de rivière sur la rive sud-ouest de la rivière des Escoumins, face à une île, à 0,8 km en aval du pont d’une route forestière. Cette confluence est située à 4,2 km en amont de l’embouchure de la rivière Maclure et à 43,1 km en amont de l’embouchure de la rivière des Escoumins qui est située dans le village des Escoumins où elle se déverse dans la baie des Escoumins.

## Toponymie
Le terme Chatignies constitue un patronyme de famille d'origine française.[Interprétation personnelle ?]
Le toponyme rivière Chatignies a été officialisé le 5 décembre 1968 à la Banque des noms de lieux de la Commission de toponymie du Québec, soit à la création de cet organisme.